# Sénégali de Verreaux
Hypargos margaritatus
Espèce
Statut de conservation UICN

 LC  : Préoccupation mineure
Le Sénégali de Verreaux (Hypargos margaritatus) est une espèce de passereau appartenant à la famille des Estrildidae.